# Битка при Джуранли
Битката при Джуранли е действие от движение и с висока степен на маневреност, част от усилията на Предния руски отряд да обезсили втората по численост османска групировка в Южна България – Новозагорския османски гарнизон, и да не допусне неговото съединяване с Централната османска армия в Руско-турската война (1877 – 1878).

## Оперативна обстановка
След победата при Нова Загора, командирът на Предния руски отряд генерал-лейтенант Йосиф Гурко решава да преследва и отслаби основните сили на Новозагорския османски гарнизон от 12 табора, 1 ескадрон, 4 батареи и 400 черкези. Под командването на Реуф паша турските сили излизат от Нова Загора на 17 юли и се насочва към село Арабаджикьой, за да се съединят с Централната османска армия с командир Сюлейман паша и да участват в битката при Стара Загора.
При село Карабунар водят бой с руската дясна колона на Предния отряд, която се движи по направлението Стара Загора – Нова Загора. На 18 юли Реуф паша продължава движението си към Стара Загора. По пътя отново влиза в бой с части на дясната колона, в състава на която са и дружини на Българското опълчение, и остава да нощува при село Джуранли.

## Бойни действия
Около 6 ч. на 19 юли Реуф паша е атакуван от авангарда на Предния руски отряд с командир полковник Николай Курнаков, спира похода си към Стара Загора и преустройва силите си с фронт на изток. Заема позиция на около 1,5 км южно от шосето Стара Загора – Нова Загора, преминаваща по края на двете горички пред село Джуранли и опираща с десния си фланг на трета горичка. Незабавно е атакуван от развърналия се преден ешелон на руския Преден отряд с командир генерал-майор Игнатий Борейша. Боят е ожесточен с атаки и контраатаки. Опитът на 9-и киевски хусарски полк за атака откъм тила е спрян от турската артилерия.
Към 11 часа османските сили са атакувани от пристигналия и развърнал се северно от частите на генерал-майор Игнатий Борейша втори ешелон на Предния руски отряд в състав от 4-та стрелкова бригада с командир генерал-майор Адам Цвецински. В тази обстановка пристигат и изпратените от Стара Загора и село Аладаалии 1-ви астрахански конен полк, 9-и киевски конен полк и една батарея. Атакуват тила и левия фланг на противниковата позиция.
Притиснатият Реуф паша заповядва отстъпление към село Карабунар. Около 14 часа руската кавалерия спира преследването и се насочва към Стара Загора, но поради изоставане на пехотата и артилерията не се намесва във водения при града ожесточен бой.
Руските загуби са 420 убити и ранени. Турските загуби са около 1200 убити и ранени, като силите на Реуф паша са значително отслабени и отклонени от Стара Загора.
След неуспеха при Стара Загора и успехите при Нова Загора и с. Джуранли, Предният руски отряд заема отбранителна позиция на Шипченския проход.